# 하이델베르크 요리문답

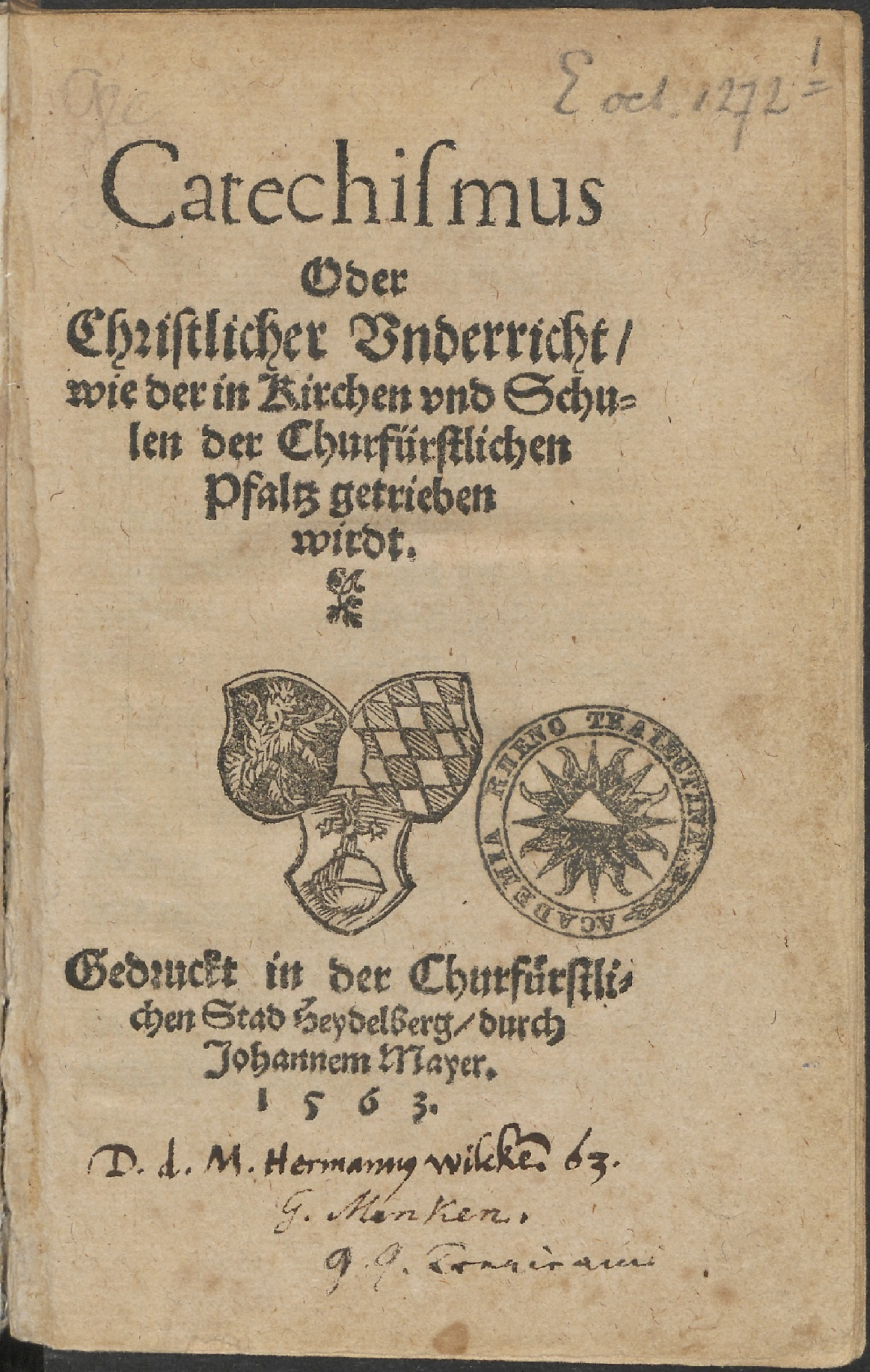

하이델베르크 요리문답(-要理問答, 독일어: Heidelberger Katechismus 하이델베르거 카테히스무스[*], 라틴어: Catechesis Palatina 카테체시스 팔라티나[*])은 칼뱅주의 교리를 가르치기 위해 문답식으로 작성된 기독교의 신앙고백이다. 웨스트민스터 신앙고백서와 더불어 칼뱅주의 전통을 따르는 개신교(장로교회, 개혁교회 등)에서 영향력 있는 신앙고백으로 여겨지고 있다.
16세기에 독일의 선제후령(選帝侯領) 팔츠(Pfalz)에서 종교개혁이 진행되면서 당시 팔츠를 다스리던 선제후 프리드리히 3세(Friedrich III)는 성서 본문에 기반한 신앙고백 작성을 위해 위원회를 조직하였다. 그 가운데서도 우르시누스(Zacharias Ursinus)와 올레비아누스(Caspar Olevian)가 주된 역할을 맡았다. 여기서 작성된 요리문답은 1563년에 팔츠의 수도였던 하이델베르크에서 열린 총회에서 채택되었다. 하이델베르크 요리문답은 우르시누스와 올레비아누스가 함께 작성했다고 알려져 있었는데, 현대의 많은 학자들은 우르시누스가 주된 저자였으며, 그가 여러 사람들의 도움을 받아서 이 교리문답을 작성했다고 주장한다.
도르트 총회에서(1618-1619년) 하이델베르크 요리문답은 네덜란드 신앙고백(1561), 도르트 신조와 더불어 하나 되는 세 고백서(Three Forms of Unity)로 받아들여졌다
개혁교회에서는 전통적으로 오전/오후 예배 중 오후에는 요리문답에 기반한 설교를 준비해 왔는데, 이는 하나님의 말씀인 성서를 가르치는 일이 목사 개인의 한계 또는 성향에 제한 받지 않도록 하기 위함이다. 오늘날엔 개혁교회들이 항상 이러한 방식을 채택하지는 않지만, 여전히 하이델베르크 요리문답은 성서공부를 위한 중요한 문서 또는 교재로 사용되고 있다

## 구성
하이델베르크 요리문답은 총 129 개의 문답으로 이루어져 있다. 이들은 52 소절로 나뉘어 매 주 한 절씩 공부할 경우 일 년에 전체를 읽을 수 있게 되어 있다. 내용에 따른 구분은 다음과 같다. (한글 번역은 독립개신교회 교육위원회 번역본을 참조하였다.)
- 제1, 2 문: 복음에 대해 이야기 한다.

1. 우리의 죄와 비참함에 관하여
- 여기서는 인간의 죄와 타락, 그리고 하나님의 법과 심판에 대해 이야기 한다.

2. 우리의 구속에 관하여
- 중보자의 필요성과 믿음에 대하여 이야기한다.
- 사도신경
- 성부 하나님과 창조
- 성자 하나님과 우리의 구속
- 성신 하나님과 우리의 성화
- 의롭다 하심
- 말씀과 성례전
- 거룩한 세례
- 성찬

3. 우리의 감사에 관하여
- 회개와 선행의 의미
- 십계명
- 주기도문

## 요약
요리문답서임에도 불구하고 하이델베르크 요리문답은 딱딱하지 않으며 묵상집과 같은 이야기체를 사용한 것이 높이 평가되고 있다. 특히 제1문은 요리문답 전체를 요약하는 것으로 볼 수 있다:
 살아서나 죽어서나
당신의 유일한 위로는 무엇입니까?

살아서나 죽어서나
  나는 나의 것이 아니요, 몸도 영혼도 나의 신실한 구주 예수 그리스도의 것입니다. 그리스도께서는
 그의 보혈로 나의 모든 죗값을 완전히 치르고 나를 마귀의 모든 권세에서 해방하셨습니다. 또한 하늘에 계신 나의 아버지의 뜻이 아니면
  머리털 하나도 땅에 떨어지지 않도록 나를 보호하시며, 참으로 모든 것이 합력하여 나의 구원을 이루도록 하십니다. 그러하므로 그의 성신으로
  그분은 나에게 영생을 확신시켜 주시고 이제부터는 마음을 다하여 즐거이 그리고 신속히 그를 위해 살도록 하십니다. --- 하이델베르크 요리문답, 제1문 (독립개신교회 교육위원회 번역본)

## 같이 보기
- 교리 문답

## 참고 문헌
- 하이델베르크 요리문답 한글판
- 하이델베르크 요리문답 영문판

## 요리문답 주해서
- 하나님의 강력한 위로: 하이델베르그 요리문답에 나타난 기독교 신앙 (프레드 H. 끌로스터 저, 이승구 역, 도서출판 나눔과 섬김, 2014)